# Bullseye!
Bullseye! er en film fra 1990 af Michael Winner.

## Medvirkende
- Michael Caine som Sidney Lipton / Dr Daniel Hicklar
- Roger Moore som Gerald Bradley-Smith / Sir John Bavistock
- Sally Kirkland som Willie
- Lee Patterson som Darrell Hyde
- Deborah Moore som Flo Fleming (as Deborah Barrymore)
- Mark Burns som Nigel Holden
- Derren Nesbitt som Grosse
- Deborah Leng som Francesca